# Swen Lagerberg (1905–1963)
Swen Pontus Emil Lagerberg, född den 26 augusti 1905 i Mölltorps församling, Skaraborgs län, död den 8 augusti 1963 i Karlskrona, var en svensk militär. Han var son till Swen Lagerberg.
Lagerberg blev fänrik vid Kustartilleriet 1926 och löjtnant där 1930. Han genomgick Sjökrigshögskolans stabskurs 1931–1933. Lagerberg befordrades till kapten 1937 och till major 1943. Han var lärare vid Sjökrigshögskolan 1940–1943 och Sjökrigsskolan 1941–1943. Lagerberg tjänstgjorde inom försvarsdepartementet 1940–1943. Han var stabschef vid Blekinge kustartilleriförsvar 1943–1946 och vid inspektionen för kustartilleriet 1947–1950.  Lagerberg befordrades till överstelöjtnant 1947 och till överste 1953. Han var chef för Marinkommando Nord, Hemsö kustartilleriförsvar och Härnösands kustartillerikår 1950–1957 och försvarsområdesbefälhavare i Karlskrona försvarsområde och chef för Blekinge kustartilleriförsvar från 1957. Lagerberg var adjutant hos hertigen av Västerbotten 1942–1947, hos kronprinsen 1947–1950 och hos denne efter tronbestigningen 1950–1953. Han blev överadjutant hos kungen 1953. Lagerberg invaldes som ledamot av Örlogsmannasällskapet 1947 och av Krigsvetenskapsakademien 1951. Han blev riddare av Vasaorden 1945 och av Svärdsorden 1946 samt kommendör av sistnämnda orden 1957 och kommendör av första klassen 1959. Lagerberg vilar på Galärvarvskyrkogården i Stockholm.